# Papp Lajos (grafikus)
Papp Lajos (Kiskunhalas, 1886. január 9. – Kolozsvár, 1963. május 22.) grafikus, festő.

## Életútja
A budapesti Képzőművészeti Főiskolán (1904–1908), majd Stuttgartban (1913) végzett művészeti tanulmányokat. 1918-ig Németországban és Magyarországon élt, azután Kolozsváron rajztanár, 1948-tól a kolozsvári Magyar Művészeti Intézet, illetve a Ion Andreescu Képzőművészeti Főiskola tanára.

## Munkássága
Még a stuttgarti akadémián a kőnyomatkészítés technikájában mélyedt el, és alapos jártasságot szerzett a rézkarcban és rokon műfajaiban is, ilyenformán egyike lett a grafikai művészetek erdélyi úttörőinek. Rézkarcai, foltmaratós technikával készült lapjai és litográfiái városképek, tájak, alakos kompozíciók. Portréi többségben olajfestmények. Hatott rá a német expresszionizmus művészete. Hagyatéka a kolozsvári Művészeti Múzeum gyűjteményébe került.